# Кан ет Клеран
Кан ет Клеран (фр. Cannes-et-Clairan) насеље је и општина у јужној Француској у региону Лангдок-Русијон, у департману Гар која припада префектури Виган.
По подацима из 2011. године у општини је живело 514 становника, а густина насељености је износила 42,37 становника/km². Општина се простире на површини од 12,13 km². Налази се на средњој надморској висини од 60 метара (максималној 219 m, а минималној 48 m).

## Демографија
| 1962. | 1968. | 1975. | 1982. | 1990. | 1999. | 2011. |
| ----- | ----- | ----- | ----- | ----- | ----- | ----- |
| 178   | 203   | 174   | 171   | 210   | 309   | 514   |

График промене броја становника у току последњих година